# Microfusió
La microfusió és el conjunt de tots aquells procediments de fabricació de peces per fosa, en què el model està fet d'un material que es pot fondre o cremar. Es caracteritza pel fet que permet l'ús de qualsevol aliatge (indicada especialment per peces d'acer o d'aliatges durs de geometria complexa) i dona bones toleràncies dimensionals (±5%), fent-lo així més precís que l'emmotllament per sorra. D'aquesta manera, es pot finalitzar la fabricació de la peça sense haver arrancat encenall.

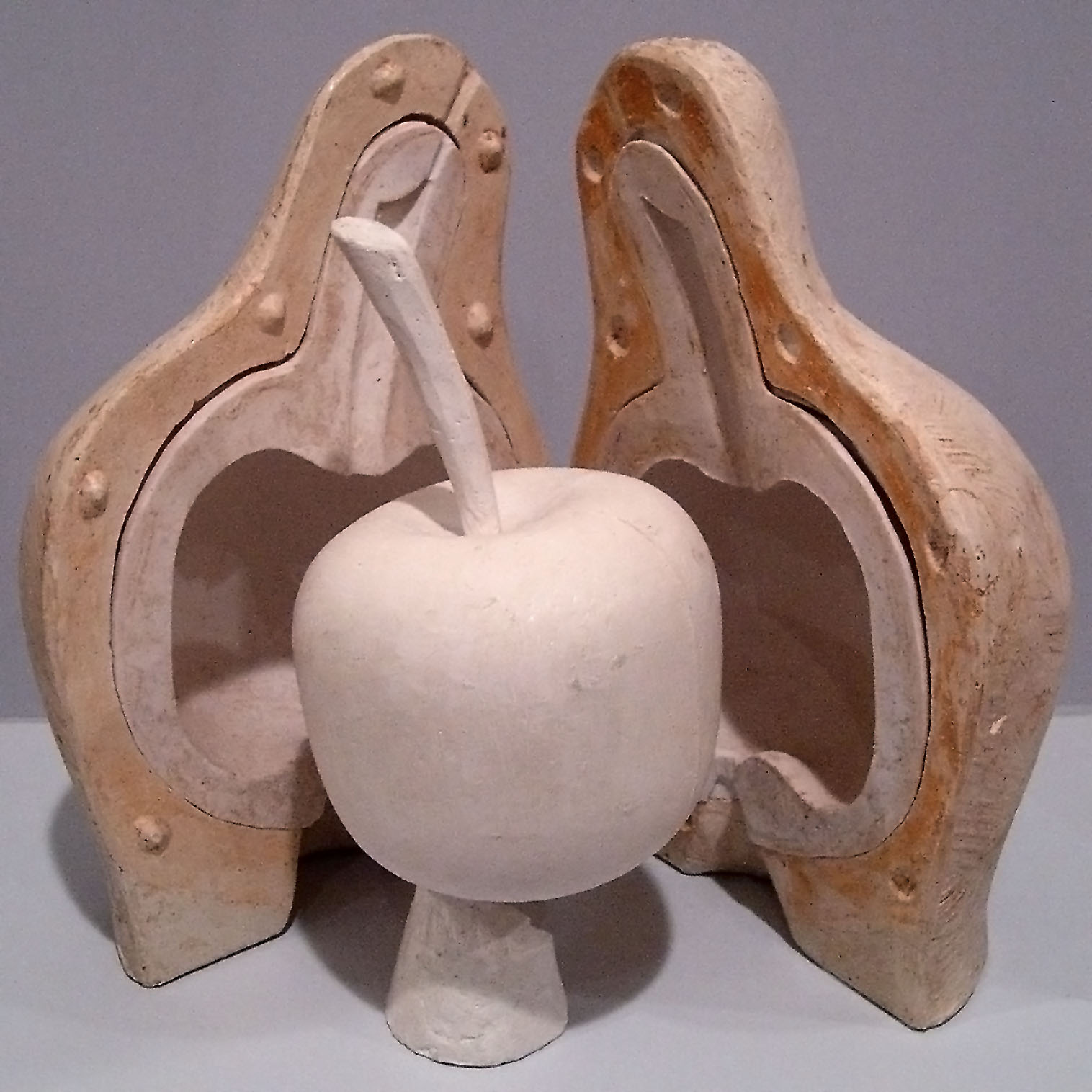
Matriu d'una peça (poma com a model) per fabricar mitjançant cera perduda
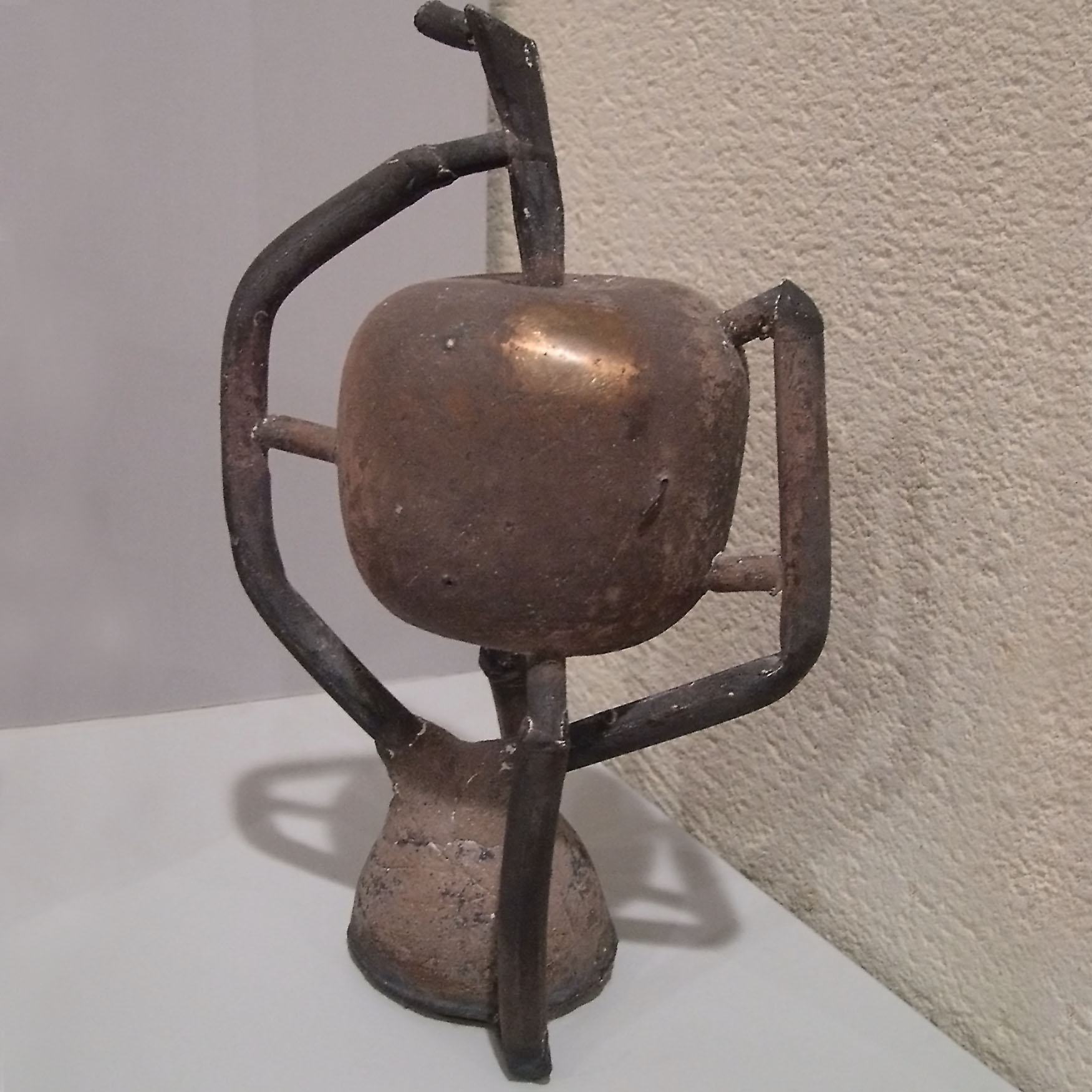
Peça tot just extreta del motlle, encara amb els seus abeuradors
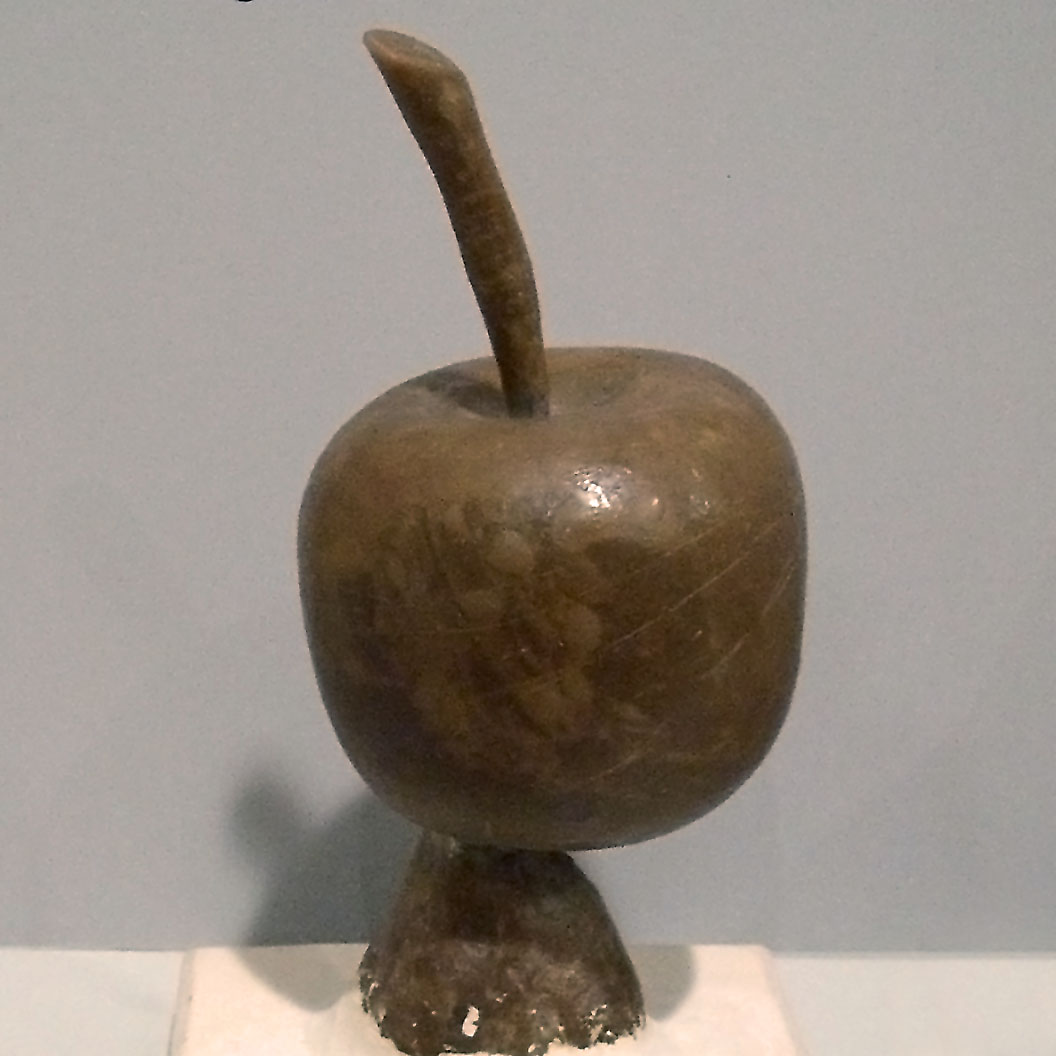
Peça finalitzada

## Aplicacions
Antigament s'utilitzava aquest mètode per fabricar obres d'art de bronze, mentre que actualment té més aplicacions, entre les quals:
- Peces grans o complicades, per ésser fabricades d'una en una.
- Peces petites en les quals es vol evitar l'arrancada d'encenall (alta productivitat).

## Procés de microfusió
1. Es construeix un motlle per obtenir el primer model.
2. Es construeix una matriu (senzilla si conté un negatiu del model, múltiple si conté diversos negatius).
3. S'injecta, a pressió, cera o plàstic per obtenir els models secundaris.
4. Es formen raïms de models secundaris sobre varetes de cera que les suporten.
5. Es recobreix el raïm per polvorització o immersió en suspensions especials.
6. S'introdueix el raïm, amb la seva closca, en una caixa d'emmotllament.
7. S'escalfa la caixa en un forn per tal que es fongui la cera.
8. Es cou el motlle obtingut en un forn a alta temperatura.
9. Es cola per gravetat o en el buit.
10. Es refreda el motlle i la peça, llavors s'eliminen els abeuradors.
11. Finalment, es verifiquen les peces obtingudes.